# Isabel Kerschowski
Isabel Kerschowski, född 22 januari 1988 i Berlin, är en tysk fotbollsspelare som spelar för Bayer Leverkusen.
Kerschowski blev olympisk guldmedaljör i fotboll vid sommarspelen 2016 i Rio de Janeiro.